# Bibliothèque clandestine
Les bibliothèques clandestines, aussi appelées bibliothèques fantômes ou librairies clandestines sont des bases de données en ligne mettant à disposition du contenu normalement difficilement disponible, en raison de son coût, de droits d'auteurs, ou de limitations telles que des paywalls. Ces bibliothèques parallèles sont généralement constituées d'informations textuelles comme dans les livres numériques, mais peuvent également inclure d'autres médias numériques, notamment des logiciels, de la musique ou des films. Elles constituent un exemple typique de violation du droit d'auteur à grande échelle.
Parmi les exemples de bibliothèques fantômes, Library Genesis, Z-Library, Sci-Hub et Archive d'Anna sont des bibliothèques fantômes universitaires populaires.
Les bibliothèques clandestines désignent aussi les bibliothèques qui se développent illégalement dans les régimes autoritaires pour lutter contre la censure et l'oppression. Elles constituent une résistance non-violente face au régime autoritaire et permettent, aux usagers, d'apprendre à lire, de s'instruire, de se divertir, de se sociabiliser et de se cultiver,,.

## Principe
L'une des principales motivations de la création de bibliothèques fantômes est de diffuser plus facilement le contenu académique, en particulier les articles des revues universitaires. La littérature académique est devenue de plus en plus chère, car les coûts d'accès à l'information créée par les universitaires ont augmenté de façon spectaculaire, en particulier le coût des livres.
En plus des coûts et de l'inaccessibilité de certains contenus, une autre raison qui explique l'usage grandissant des bibliothèques fantômes est la facilité et la rapidité d'utilisation des bases de données. Pour la plupart des bibliothèques fantômes, l'accès à un document est immédiat, contrairement à une recherche sur une base de données d'une université, qui ne garantit pas un accès gratuit et instantané au document.
Une enquête dirigée par la revue Science a révélé que 50% des répondants utilisaient des bibliothèques fantômes par manque d'accessibilité, 23% parce qu'ils s'opposaient aux profits que font les éditeurs sur la publication d'articles scientifiques, et 17% parce qu'ils trouvaient les bibliothèques fantômes plus commodes. De plus, 37% affirmaient qu'ils utilisaient ces bases de données illégales même s'ils avaient accès à des bases de données traditionnelles.
Une autre raison qui peut expliquer l'attrait des bases de données illégales comme Sci-Hub ou Libgen est la rapidité à laquelle des articles sont accessibles sur leurs bases de données, en comparaison avec des bases de données plus traditionnelles comme Google Scholar ou les moteurs de recherche des unités académiques. Dans une étude menée sur la disponibilité des articles des revues Science et Nature, les résultats ont montré que la très grande majorité des articles étaient disponibles sur des bibliothèques fantômes dans un délai de 24h suivant leur parution, contrairement à des délais de quelques jours sur des plateformes traditionnelles.
Bien que les bibliothèques fantômes soient utilisées partout dans le monde, la majorité des téléchargements d'articles piratés proviennent de pays en voie de développement comme l'Indonésie, l'Inde, la Chine ou l'Iran.
La crise des publications a également donné naissance à un mouvement politique international concerté visant à rendre le savoir académique gratuit ou très bon marché, connu sous le nom de mouvement Open Access. Le mouvement Open Access s'efforce de publier des revues dont l'accès est gratuit (connues sous le nom de revues en libre accès) et des dépôts en libre accès d'articles de revues académiques publiés ailleurs. Cependant, de nombreuses revues en libre accès exigent que les universitaires paient des frais pour être publiés dans une revue en libre accès, ce qui dissuade les universitaires de publier dans de telles revues.
De nombreux universitaires approuvent tacitement le mouvement Open Access : puisque les universitaires sont rarement rémunérés par les éditeurs pour leur travail, que celui-ci soit publié dans une revue en libre accès ou dans une revue à prix conventionnel, ils ne sont guère incités à désavouer les bibliothèques parallèles. Par ailleurs, les bibliothèques parallèles augmentent considérablement l'impact et la visibilité des travaux universitaires : selon une étude de l'université Cornell, les articles qui se trouvent sur Sci-hub reçoivent 1,72 fois plus de citations que les articles de revues de qualité similaire qui ne sont pas disponibles sur Sci-hub.
Bien qu'elles aient des valeurs similaires, il ne faut pas confondre les bibliothèques fantômes avec l'Open Access. La différence majeure entre les deux réside dans le droit d'auteur. Les bibliothèques fantômes enfreignent les lois et réglementations sur le droit d'auteur. L'Open Access a pour mission de rendre disponible du contenu en permettant aux utilisateurs de le consulter, télécharger, copier, distribuer, imprimer, rechercher ou créer un lien vers le texte intégral, incorporer des données dans un logiciel sans obstacle financier, juridique et technique autre que ceux indissociables de l'accès à Internet lui-même. Le libre accès soutient que la seule limitation à la reproduction et à la distribution, et le seul rôle du droit d'auteur dans ce domaine sont de donner aux auteurs le contrôle de l'intégrité de leur travail et le droit d'être correctement reconnus et cités. Quant aux bibliothèques fantômes, il n'est pas assuré que le contenu soit protégé par le droit d'auteur ou qu'il existe une sorte de licence limitant son accès et sa distribution.

## Fonctionnement et utilisation
La plupart des bibliothèques fantômes ont des interfaces conviviales et fonctionnent comme un moteur de recherche. Il faut connaître l'URL, le DOI ou le titre exact de l'article désiré. Une fois que le site a déterminé l'article spécifique que l'utilisateur tente de localiser, il interroge la base de données Library Genesis pour voir si une copie est disponible. La base de données Library Genesis est une entité « pirate » distincte, mais elle travaille en symbiose avec Sci-Hub. Si une copie de l'article existe déjà dans Library Genesis, Sci-Hub envoie une copie à l'utilisateur. Dans le cas contraire, Sci-Hub commence à parcourir sa liste d'identifiants proxy jusqu'à ce qu'il en trouve un qui ait accès à l'article en question. Il utilise ce proxy pour accéder à l'article, envoie une copie à l'utilisateur et télécharge une copie dans la base de données de Library Genesis. Si cet article est à nouveau demandé, Sci-Hub pourra l'obtenir directement à partir de Library Genesis sans avoir besoin d'utiliser des identifiants proxy.
Pour trouver et rendre du contenu disponible dans leur catalogue, les bibliothèques fantômes utilisent BitTorrent , le dark web, et les technologies IPFS afin d'augmenter leur résilience ou répartir les charges,,,,. Dans le cas d'Anna's Archive, le logiciel est développé et rendu accessible en tant que logiciel libre, permettant le développement de code, de sites miroirs ou de forks. Ainsi, si le site est supprimé, il peut être réinstallé sur un autre domaine.

## Légalité
La quasi-totalité du contenu hébergé par les bibliothèques parallèles l'est sans le consentement des propriétaires originaux du matériel. Cela rend la plupart des bibliothèques parallèles illégales ; toutefois, comme les chercheurs ne sont pas tenus de divulguer les moyens par lesquels ils accèdent au matériel universitaire, il est difficile de surveiller l'utilisation de documents universitaires consultés illégalement.
Il n'existe pas de consensus entre les autorités juridiques des États-Unis et d'Europe sur la question de savoir dans quelle mesure la publicité pour les bibliothèques parallèles constitue une infraction pénale, ni pour indiquer s'il est permis aux universitaires de fournir directement des liens vers des bibliothèques parallèles, bien que des menaces d'action en justice par des éditeurs universitaires concernant de telles références se soient produites dans des incidents isolés. Les actions en justice contre les chercheurs restent rares.
Alors que la plupart des universitaires ne sont pas pénalisés pour avoir distribué leurs travaux publiés de manière indépendante et libre (ce qui évite le besoin de bibliothèques parallèles), plusieurs éditeurs universitaires menacent cependant ces universitaires de poursuites judiciaires.

### Lutte juridique des éditeurs contre les bibliothèques fantômes

#### En Allemagne
Le 13 février 2012, les sites Library.nu (en) et iFile.it ont reçu 17 injonctions de la part d’un tribunal de Munich qui ordonnait la fermeture des deux sites. Ces deux sites furent accusés par un groupe de 17 maisons d’édition provenant des États-Unis, du Royaume-Uni et d’Allemagne, incluant HarperCollins, Macmillan et Oxford University Press, de partager gratuitement environ 400 000 livres numériques et publications scientifiques majoritairement protégés par des droits d’auteurs. À la demande du groupe d’éditeurs, un juge a accepté de reconnaître le lien entre les deux sites,, qualifiés par les éditeurs de « internet library » (Bibliothéque numérique) non-autorisé étant donné que la majorité des livres disponibles sur Library.nu étaient hébergés sur iFile.it. Le juge leur a remis des injonctions conjointes concernant leur publication et leur partage illégal, forçant Library.nu à fermer le site et après quelques jours le nom de domaine fut révoqué par le domaine .nu.
En août 2018, Vodafone Germany (en), un fournisseur d’accès Internet (FAI) allemands, dévoile avoir reçu une ordonnance provisoire d’un tribunal régional de Munich les demandant de bloquer l’accès au site web Library Genesis le 18 juillet. L’ordonnance provenait d’une plainte de violation de droits d’auteurs des maisons d’édition Elsevier, Springer Nature et Macmillan,. Ils continueront leurs tentatives de bloquer ce site auprès d’autres FAI l'année suivante.
Le 25 octobre 2019, un tribunal régional de Munich ordonne à Deutsche Telekom, le plus grand fournisseur d’accès Internet de l’Allemagne, de bloquer l’accès aux domaines de Library Genesis et Sci-Hub, à la demande d’un groupe d’éditeurs des États-Unis, du Royaume-Uni et de l’Allemagne, incluant Elsevier et Springer Nature. La décision est contestée en appel par Deutsche Telekom et la précédente ordonnance est renversée en 2021,. Éventuellement, le cas est étudié par la Cour Fédéral d’Allemagne qui, le 13 octobre 2022, confirme que le jugement de la cour d’appel était approprié, évoquant que les éditeurs devaient épuiser toutes les autres options judiciaires avant de demander à un FAI de bloquer un nom de domaine.

#### En Autriche
À l’été 2019, Elsevier a envoyé une plainte au fournisseur d’accès internet A1 Telekom Austria demandant de bloquer plusieurs domaines de Library Genesis et Sci-Hub. La plainte fut revue par la Telekom Control Commission (TKK), l’organisme responsable des télécommunications et de la neutralité du net en Autriche, et en septembre elle publie les résultats de son enquête et reconnait que 24 des 27 noms de domaines devaient être bloqués par les FAI.

#### Aux États-Unis
En juin 2015, le groupe éditorial Elsevier pose plainte devant un tribunal de New York contre les opérateurs de Library Genesis et Sci-Hub stipulant qu’ils violent leurs droits d’auteur en accédant et distribuant illégalement leurs publications. En effet, environ 68 % des articles avec DOI de trois éditeurs majeurs, Elsevier, Springer et Wiley, étaient accessibles gratuitement sur Library Genesis en 2015. Le 28 octobre, le tribunal émet une injonction provisoire ordonnant aux registraires de noms de domaines, tels que le Public Interest Registry, propriétaire du domaine .org, de suspendre les domaines de Library Genesis et Sci-Hub,. Malgré ces suspensions, les deux sites web ont depuis changé de domaines à plusieurs reprises,.
Le 21 juin 2017, le tribunal de New York accepte la réclamation d’Elsevier de 15 millions $ US pour violation de droits d’auteurs dans un jugement par défaut dû à l’absence d’Alexandra Elbakyan, la fondatrice de Sci-Hub, lors de l’audience. L’ordonnance du tribunal a aussi rendu la suspension précédente des domaines de Library Genesis et Sci-Hub permanente.
Le 3 novembre 2017, un tribunal de Virginie demande le blocage complet de Sci-Hub ainsi qu’un dédommagement de 4.8 millions $ US à la requête de l’American Chemical Society (ACS) après un jugement par défaut où Sci-Hub ne s’est pas présenté,. L’ordonnance du tribunal demande aux moteurs de recherches, aux hébergeurs web, aux registres de noms de domaines et aux FAI de bloquer et cesser de faciliter le partage des noms de domaines et des sites de Sci-Hub. Le jugement est qualifié comme sans précédent, puisqu’il est très rare que les moteurs de recherches ou les FAI soient forcés par la justice américaine de bloquer des sites web,.
Le 3 novembre 2022, deux russes, Anton Napolsky et Valeriia Ermakova sont inculpés par la justice américaine pour violation de droits d’auteurs, fraude électronique et blanchiment d’argent. Ils sont accusés d’opérer Z-Library, une bibliothèque numérique qui distribue un grand nombre de livres dont ils n’ont pas les droits d’auteurs,. Suivant une ordonnance judiciaire, le gouvernement américain ferme le réseau de domaines de Z-Library et saisit environ 241 noms de domaine. Plusieurs internautes ont manifesté leur désarroi quant à la fermeture de la bibliothèque fantôme, mentionnant que Z-Library offrait une alternative aux coûts élevés des manuels scolaires d’éducation supérieure et offrait une alternative à la censure, notamment par l’accès à des œuvres de fictions bannies au Texas.
En juillet 2023, Anton Napolsky et Valeriia Ermakova ont soumis une motion pour rejeter leur inculpation dans une cour de New York afin d’éviter leur extradition de l’Argentine où ils ont été arrêtés, alors que Z-Library demeure partiellement accessible malgré les efforts de la justice américaine.
Le 14 septembre 2023, un groupe d’éditeurs formé de Cengage, Macmillan Learning, McGraw Hill Education et Pearson Education, a lancé une poursuite contre Library Genesis pour violations étendues de droits d’auteurs devant la cour fédérale de Manhattan (en). Library Genesis est qualifié par les éditeurs comme une « bibliothèque fantôme » qui opère différemment des bibliothèques légitimes, puisqu’elle prend et partage avec n’importe qui des publications qui ne leur appartiennent pas au lieu de les acquérir à travers des éditeurs reconnus. Les éditeurs demandent des dédommagements pour violation de droits d’auteurs pouvant s’élever jusqu’à 30 millions $ US ainsi qu’une ordonnance visant à détruire les publications illégalement détenues par Library Genesis et à bloquer l’accès à ses domaines.

#### En France
Le 7 mars 2019, un tribunal de Paris a ordonné aux FAI d’empêcher l’accès à Library Genesis et Sci-Hub en bloquant 57 noms de domaines à la demande des maisons d’édition Elsevier et Springer Nature. Selon eux, une étude effectuée en 2017 prouve qu’environ 90% de leur catalogue respectif se retrouverait dans ces deux sites. Le blocage était censé durer un an et ne couvrait pas le cas d’éventuel nouveau site miroir ou de nouveaux noms de domaines,. Le blocage est renouvelé en décembre 2021 et vise 278 noms de domaines et en octobre 2022, visant cette fois 183 noms de domaines. Les ordonnances ne s’adressaient pas au réseau RENATER signifiant qu’il est toujours possible d’accéder à Library Genesis et Sci-Hub dans les milieux universitaires et de recherches.
Le 15 mai 2021, à la suite d’une plainte, initiée en 2012 par le Syndicat national de l'édition – associé à plusieurs groupes et maisons d’édition – la 15ème chambre correctionnelle du tribunal judiciaire de Nanterre condamne des responsables du site Team AlexandriZ pour contrefaçon, en retenant la circonstance aggravante de bande organisée.
Le 25 août 2022, à la suite d'une action judiciaire menée au civil, dans le cadre d’une procédure accélérée et initiée le 29 juin 2022 par le Syndicat national de l'édition (SNE) – associé aux groupes et maisons d'édition Actes Sud, Albin Michel, Cairn, Editis, Hachette Livre, Humensis, Lefebvre Sarrut, LexisNexis, Madrigall, Maison des Langues, Odile Jacob, et les Presses de Sciences Po – le tribunal judiciaire de Paris ordonne aux fournisseur d'accès Internet de bloquer l'accès aux sites de Z-Library, par le biais de 209 noms de domaine distincts. La décision est en partie justifiée par le fait que le site apparaissait sur une liste de sites de piratages de la Commission Européenne et parce qu’il était déjà bloqué par des tribunaux nationaux notamment au Danemark et en Angleterre.
Z-Library est décrit par le SNE comme l’une des bibliothèques numériques clandestines les plus vastes, partageant plus de 20 millions de livres et 86 millions d’articles piratés.

#### En Inde
En décembre 2020, les éditeurs Elsevier, American Chemical Society et Wiley India ont entamé une poursuite judiciaire contre Library Genesis et Sci-Hub pour violation de droits d’auteur auprès de la Haute Cour de Delhi dans le but de faire bloquer leur accès en Inde,. Plusieurs groupes d’universitaires et de scientifiques ont milité en faveur de Library Genesis Sci-Hub et ont même pu intervenir devant la cour pour soutenir l’accès gratuit à la connaissance,. Bien que la demande de la fondatrice de Sci-Hub d’abandonner la poursuite a été rejetée par la justice indienne, la poursuite est toujours active et il est cru qu’elle pourrait se prolonger pour plusieurs années.
En début d'août 2022, un tribunal de Delhi ordonne au ministère des Communications de l’Inde de bloquer l’accès aux sites de Z-Library, suivant une plainte de la maison d’édition indienne Taxmann Publications,. La plainte visait dix livres dont les droits étaient détenus par Taxmann alors que ces mêmes dix livres étaient offerts sur Z-Library,. Seulement quatre noms de domaines de Z-Library ont été bloqués en Inde.

#### Au Royaume Uni
En mai 2015, la Haute Cour de justice émet pour la première fois des injonctions aux plus grands fournisseurs d’accès internet du pays pour bloquer des sites web offrant des livres numériques piratés à la demande de maisons d’édition,. La poursuite provenait d’un groupe de plus de 100 maisons d’édition, The Publishers Association (en), et visait entre autres Library Genesis pour violation de droits d’auteurs de masse. Les éditeurs estimaient que plus de 80 % des livres numériques offerts sur ces plateformes violaient les droits d’auteurs,.
Ce type d’ordonnances de la Haute Cour sera un outil fréquemment utilisé par des éditeurs pour bloquer des noms de domaines de Library Genesis et Sci-Hub et leur site miroirs, notamment en novembre 2015, février, septembre et novembre 2021.

#### En Russie
En novembre 2018, un tribunal de la ville de Moscou a ordonné au Roskomnadzor, le service fédéral russe supervisant les médias, de bloquer l’accès à plusieurs noms de domaines de Library Genesis et Sci-Hub, à la suite d'une plainte pour infraction à la propriété intellectuelle des éditeurs Elsevier et Springer Nature,.

## Quelques exemples de bibliothèques clandestines

### La bibliothèque clandestine à Daraya en Syrie.
A Daraya, l’un des sièges du berceau de la révolution en Syrie, une bibliothèque clandestine a été créée pendant le siège de la ville par le régime de Bachar el-Assad. Les fondateurs de la bibliothèque choisissent les réseaux sociaux pour démentir  la version officielle du régime qui affirme que la ville de Daraya n’est occupée que par des terroristes. Les fondateurs se réclament de la troisième voie, qui serait, ni celle du terrorisme, ni celle du régime de Bachar el-Assad. Ils aspirent à une Syrie libre et démocratique. Ils publient une photographie de la bibliothèque sur la page Facebook de l’association Humans Of Syria le 21 octobre 2015. À la suite de cette publication, la journaliste Delphine Minoui parvient à contacter les fondateurs de la bibliothèque et à raconter leurs histoires dans le livre Les passeurs de livres de Daraya puis dans le documentaire Daraya, la bibliothèque sous les bombes.
Les fondateurs ont choisi de ne pas prendre les armes pour lutter contre le régime mais de rassembler des livres pour lutter contre la censure. Ils ramassent dans les maisons abandonnées ou détruites plus de 15 000 livres et constituent dans un sous-sol cette bibliothèque clandestine. Les fondateurs ont soigneusement, dans chacun des livres, noté les noms des propriétaires afin de pouvoir leur restituer plus tard. Malgré la ville assiégée et les conditions de vie extrêmement difficiles, les fondateurs ressentent un sentiment de liberté, car, pour la première fois, ils peuvent choisir leurs livres. Ils découvrent de nouveaux auteurs et comptent dans la collection des ouvrages théologiques, de sciences sociales, politiques, littéraires. Parmi les livres, les recueils de poèmes de Mahmoud Darwich, l’Alchimiste de Paulo Coelho ou l'ouvrage sur le développement personnel américain Les Sept habitudes des gens efficaces de Steven Covey .
Cette bibliothèque devient un laboratoire d’expérience démocratique où les usagers apprennent à lire, peuvent prendre des cours d’anglais et découvrent pour la première fois des livres qui étaient jusqu'alors censurés. C'est un espace de débat démocratique où l’on parvient à echanger sur Skype avec les opposants en exil, où on invente des slogans et des journaux. Le fonctionnement de cette bibliothèque clandestine est régi par un règlement à l’entrée : rapporter les livres, ne pas parler trop fort.  
À la suite de l’accord du 25 août 2016, les assiégés acceptent de quitter la ville, la bibliothèque est alors saccagée par les soldats du régime de Bachar el-Assad.  

### La bibliothèque clandestine à Kaboul en Afghanistan
Des militantes activistes afghanes ont ouvert le 24 août 2022 la bibliothèque Zan (pour femmes) pour s'opposer aux lois du régime taliban qui prive les femmes de scolarisation à l'école secondaire. L'idée d'ouvrir cette bibliothèque est née sur les réseaux sociaux, Zholia Parsi, dirigeante du Mouvement spontané des femmes, est l'une de ces fondatrices. Cette bibliothèque clandestine est un lieu de refuge, de sociabilisation et d'éducation pour les femmes qui ne sont plus scolarisées et celles qui ont perdu leur emploi. La bibliothèque contient de 1000 livres à 2100 livres : romans, ouvrages politiques, sociaux, documentaires. Ces livres proviennent de dons d’enseignants, de poètes, d’auteurs à la fondation Crystal Bayat qui lutte pour défendre les droits des femmes afghanes.  

### La bibliothèque clandestine à Auschwitz-Birkenau de 1943 à 1944
Une bibliothèque clandestine s’est développée dans le camp d'Auschwitz-Birkenau au Bloc 31 dirigé par Fredy Hirsch. Il nomme Dita Kraus, alors âgée de 15 ans, et un garçon, bibliothécaires, afin de cacher et de gérer la collection. Cette collection provient des bagages des prisonniers, elle est composée de 12 à 14 livres dont Une courte histoire du monde de H.G. Wells. Les personnes chargées de s’occuper des enfants leur apprennent l'alphabet grâce aux livres prêtés par Dita Kraus. Cette bibliothèque clandestine et la vie de Dita Kraus ont inspiré le roman d'Antonio Iturbe La Bibliothécaire d'Auschwitz. Dita Kraus publie en 2020 ses mémoires dans son ouvrage : Moi, Dita Kraus, la bibliothécaire d'Auschwitz.

### La bibliothèque clandestine à Mauthausen en 1943
La bibliothèque clandestine du camp de concentration de Mauthausen est fondée en 1943  par Joan Tarrago qui rassemble dans un placard près de 200 ouvrages dont des œuvres de Émile Zola, Victor Hugo, Fyodor Dostoyevsky et Maxim Gorky.
En septembre 2019, le documentaire Joan Tarragó : le bibliothécaire de Mauthausen, produit par Fernando García Blottiere, a été diffusé sur TVE.